# برتون (میشیگان)
برتون (به انگلیسی: Burton, Michigan) یک شهر در ایالات متحده آمریکا با جمعیت ۲۹٬۹۹۹ نفر است که در میشیگان واقع شده‌است.

## موقعیت جغرافیایی
موقعیت جغرافیایی شهرها و مناطق اطراف به شرح زیر است: